# Frontières de sel
Albums de Dan Ar Braz
À toi et ceux
(2003) Les Perches du Nil
(2007)
Frontières de sel est un coffret CD/DVD de Dan Ar Braz paru le 16 mars 2006 dans le cadre de la collection « Horizons celtiques » (Solidor Editions). Le DVD est une compilation de différents enregistrements vidéo (concerts, reportage, clip) produit par Fox-Pathé et le CD est une compilation de titres, enregistrés en concert en 2005 ou présents sur les derniers albums La Mémoire des volets blancs et À toi et ceux. Il devance la sortie de son nouvel album Les Perches du Nil.

## Présentation du coffret
Le coffret constitue le premier DVD autour de l'artiste, réalisé à l'initiative de Pathé. Les enregistrements sont reproduits avec l'accord de son label Sony BMG.
Le DVD contient notamment un concert exclusif de Dan Ar Braz enregistré à Quimper, un film documentaire qui lui fut consacré sur France 3 en 1998 et les meilleurs moments de Dan Ar Braz au Zénith de Paris avec l'Héritage des Celtes. Le CD reprend 10 titres choisis par l'artiste dans sa discographie, dont 5 enregistrements inédits en public.
Lors du concert que le guitariste donne dans sa ville de Quimper en 2005 à l’occasion du festival de Cornouaille, Dan Ar Braz revisite, en compagnie d’une formation de six musiciens, des extraits de son dernier album À toi et ceux et du précédent La Mémoire des volets blancs. Quelques titres de la période de L'Héritage des Celtes sont également interprétés, en compagnie du Bagad Kemper pour retrouver la puissance de certains titres : Borders of Salt est interprété en français et Green Lands (l’hymne final des concerts) est présenté dans une version chantée en français.

### Liste des titres

#### CD
| No  | Titre                                                 | Durée |
| --- | ----------------------------------------------------- | ----- |
| 1.  | Gwerz Rory (live au Cornouaille 2005)                 | 4:57  |
| 2.  | La Route vers l'Ouest (live au Cornouaille 2005)      | 3:59  |
| 3.  | Duchesse (live au Cornouaille 2005)                   | 4:29  |
| 4.  | Borders of salt (live au Cornouaille 2005)            | 5:41  |
| 5.  | Pas d'un pas (live au Cornouaille 2005)               | 5:08  |
| 6.  | L'Ouest perdu (album La Mémoire des volets blancs)    | 6:45  |
| 7.  | Faces of Spain (album La Mémoire des volets blancs)   | 4:02  |
| 8.  | Fenêtre sur mer (album La Mémoire des volets blancs)  | 5:56  |
| 9.  | La valse de la longue espérance (album À toi et ceux) | 3:35  |
| 10. | Mary's dancing (album À toi et ceux)                  | 4:26  |

#### DVD
1. Concert enregistré au Festival de Cornouaille, à Quimper en juillet 2005, 10 titres
| 61 min |

2. Concert au Zénith de Paris avec L'Héritage des Celtes en mars 1998, 6 titres
| 30 min |

3. Documentaire Vers les îles, film de Armelle Busq, France 3 / Morgane Production, 1998, 52 minutes
Bonus :
1. Interview exclusive, par Ronan Manuel, novembre 2005 (14:30)
2. Clip Borders of salt, réalisé par Didier Kerbrat en 2003 (1:30)

### Crédits

#### Coffret
- Production et réalisation : Gérard Lefondeur / Solidor Editions pour Pathé Distribution
- Photos : Yvon Boëlle (paysages), Vincent-Erlé Manuel (recto), Alexandre Moulard (verso), Gérard Lefrondeur (autres)
- Conception et mise en page : Nuit de Chine